# Причетник
Приче́тник — член причта церкви, иначе церковнослужитель; общее название всех клириков, за исключением священника и диакона: дьячков, чтецов, псаломщиков, пономарей и т. п. Их обязанность — чтение из богослужебных книг, пение на клиросе и вообще участие во всех церковных богослужениях. До 1869 года на них лежала также обязанность наблюдать за чистотой церкви. Штатный причетник особыми молитвами посвящается архиереем в стихарь.

## Источник
- Причетник // Энциклопедический словарь Брокгауза и Ефрона : в 86 т. (82 т. и 4 доп.). — СПб., 1890—1907.